# داش‌بلاغ بازار
داش‌بلاغ بازار یا داش بلاغ یکی از روستاهای استان آذربایجان شرقی است که در دهستان قوری‌چای غربی بخش سراجو شهرستان مراغه واقع شده‌است. اینجا روستای امیر ارسلان می‌باشد که در کلاس نگارش به آن اشاره کرد.